# Sergio Cortelezzi
Sergio Cortelezzi, vollständiger Name Sergio Martín Cortelezzi Ferreyra, (* 9. September 1994 in Florida) ist ein uruguayischer Fußballspieler.

## Karriere

### Verein
Der 1,83 Meter große Offensivakteur Cortelezzi spielte mindestens seit 2011 für die Nachwuchsmannschaften des uruguayischen Erstligisten Nacional Montevideo. In der Primera División kam er allerdings nicht zum Einsatz. Im August 2013 verließ er die "Bolsos" und schloss sich dem italienischen Klub US Lecce an. Rund ein Jahr später wechselte er Anfang August 2014 zum Schweizer Zweitligisten FC Lugano. In diesem Zusammenhang wird berichtet, dass er vom italienischen Verein Clodiense zu den Schweizern stieß. In der Saison 2014/15 wurde er dort 27-mal in der Challenge League eingesetzt und erzielte neun Treffer. Hinzu kamen zwei nationale Pokaleinsätze (kein Tor).
Sodann schloss er sich dem FC Chiasso an. In der Saison 2015/16 wurde er 33-mal (fünf Tore) in der Challenge League und einmal (kein Tor) im Schweizer Pokal eingesetzt. Im Juli 2016 wechselte er zum FC Le Mont-sur-Lausanne, für den er bis Saisonende in 27 Ligaspielen (drei Tore) und einer Pokalpartie (kein Tor) auflief. Anfang Juli 2017 verpflichtete ihn der FC Wil.

### Nationalmannschaft
Cortelezzi war Mitglied der von Fabián Coito trainierten uruguayischen U-15-Auswahl, die bei der U-15-Südamerikameisterschaft 2009 in Bolivien teilnahm und den vierten Platz belegte. Er gehörte dem Aufgebot der uruguayischen U-17-Auswahl bei der U-17-Südamerikameisterschaft 2011 in Ecuador an und wurde mit der Mannschaft Vize-Südamerikameister. Im Juni 2011 war er Teil des uruguayischen Teams bei der U-17-Weltmeisterschaft 2011 in Mexiko. Dort erreichte er mit der Mannschaft das Finale, in dem man den mexikanischen Gastgebern unterlag. Cortelezzi kam in den zwei WM-Begegnungen gegen Ruanda und England zum Einsatz. Ein Tor erzielte er nicht.

### Erfolge
- U-17-Vize-Weltmeister 2011
- U-17-Vize-Südamerikameister 2011